# Palästinensisch-portugiesische Beziehungen
Die palästinensisch-portugiesischen Beziehungen umfassen das Verhältnis zwischen den Palästinensischen Autonomiegebieten und Portugal. Seit 1999 unterhalten sie direkte diplomatischen Beziehungen.
Die offiziellen Beziehungen sind vergleichsweise gut, jedoch wenig intensiv und zudem von den guten Israelisch-portugiesischen Beziehungen eingeschränkt.
Im Jahr 2016 waren 73 Palästinenser in Portugal gemeldet, davon mit 31 die meisten im Distrikt Lissabon.

## Geschichte

### Vom Römischen Reich bis zum Ende des Britischen Mandats
Beide Länder waren einst Teil des Römischen Reichs, das heutige Portugal ab 206 v. Chr., das heutige Palästina ab 63. v. Chr. Auch waren beide später Teil des Arabischen Reichs: Palästina kam ab 636 n. Chr. unter arabische Herrschaft, Portugal ab 711.

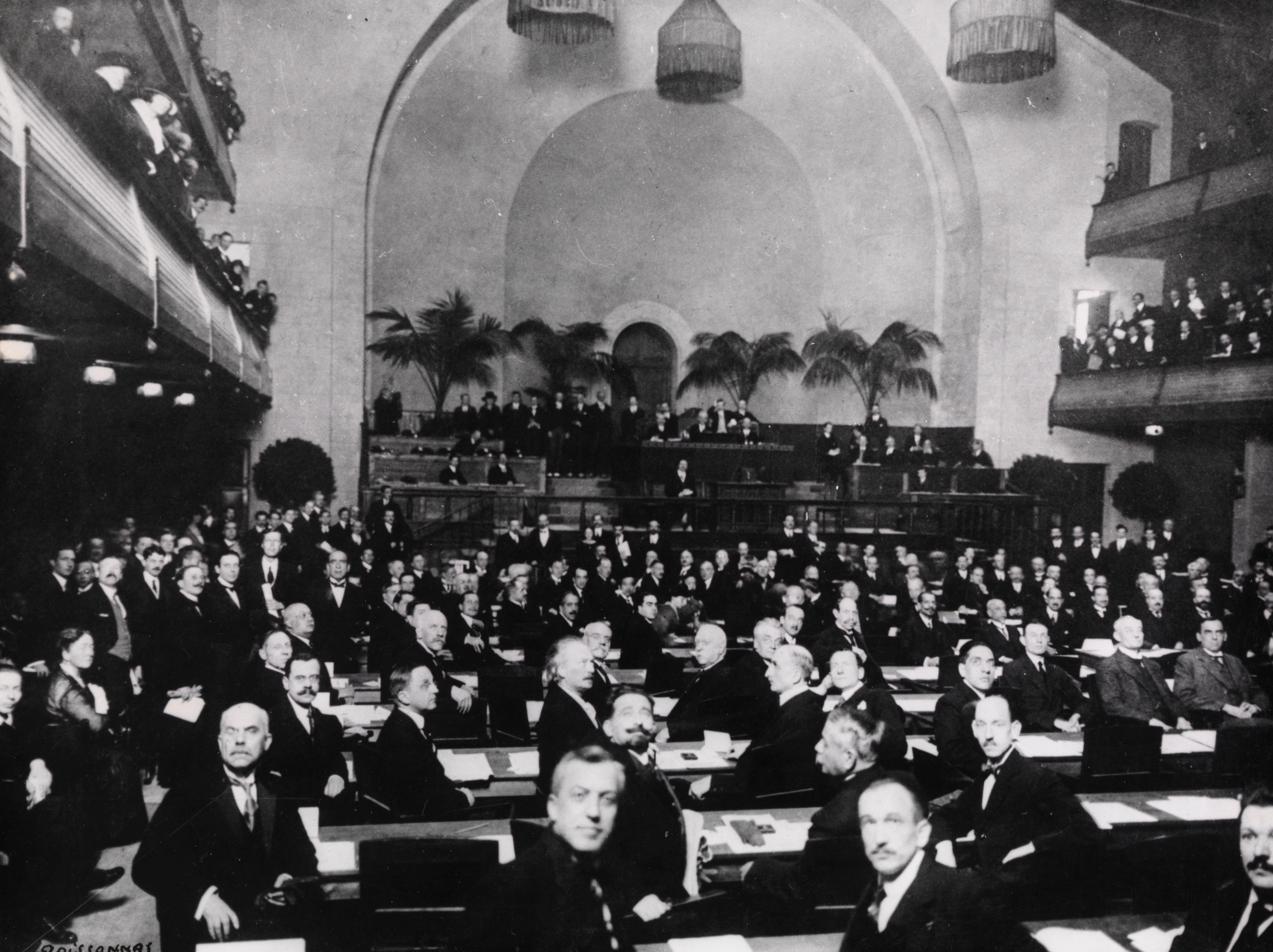
Versammlung des Völkerbunds 1920

Die Entstehungsgeschichte Portugals ist eng mit den Kreuzfahrern verbunden, die hier ab dem 11. Jahrhundert, auf ihrem Weg ins „Heilige Land“ im heutigen Palästina, Halt machten und die Reconquista und damit die Entstehung des christlichen Königreiches Portugal mit der Vertreibung der Araber mit voran trieben. Das danach von den Kreuzfahrern gegründete Königreich Jerusalem bestand zum Teil auf dem Gebiet der heutigen Palästinensischen Autonomiegebiete, teilweise blieben sie weiterhin arabisch, seit 1516 osmanisch. Christliche Pilger reisten damals wie heute ins Heilige Land, auch aus Portugal.
Nach dem Ende des Ersten Weltkriegs 1918 und der Niederlage des Osmanischen Reichs übertrug der Völkerbund das Mandat über Palästina nach 1920 an Großbritannien. Dem dazu nötigen Völkerbundsmandat für Palästina stimmte auch Portugal zu. Das Mandat sah zudem eine zunehmende jüdische Einwanderung vor und legte damit den Grundstein für den späteren Staat Israel.

### Seit der Staatsgründung Israels 1948
Nach immer auswegloseren Konflikten zwischen Arabern und Juden erfolgte Ende 1947 ein UN-Teilungsplan, der, zusammen mit der Israelischen Unabhängigkeitserklärung, im Mai 1948 den Palästinakrieg auslöste. Die folgende Resolution 194 der UN-Generalversammlung Ende 1948 wurde ohne die Stimme Portugals verabschiedet, da Portugal u. a. auf Grund seiner Kolonialpolitik bis 1955 kein Mitglied der UNO war. Die Resolution blieb jedoch weitgehend unbeachtet, so dass das ungelöste Palästinensische Flüchtlingsproblem seither die Verhältnisse in Palästina bestimmt.

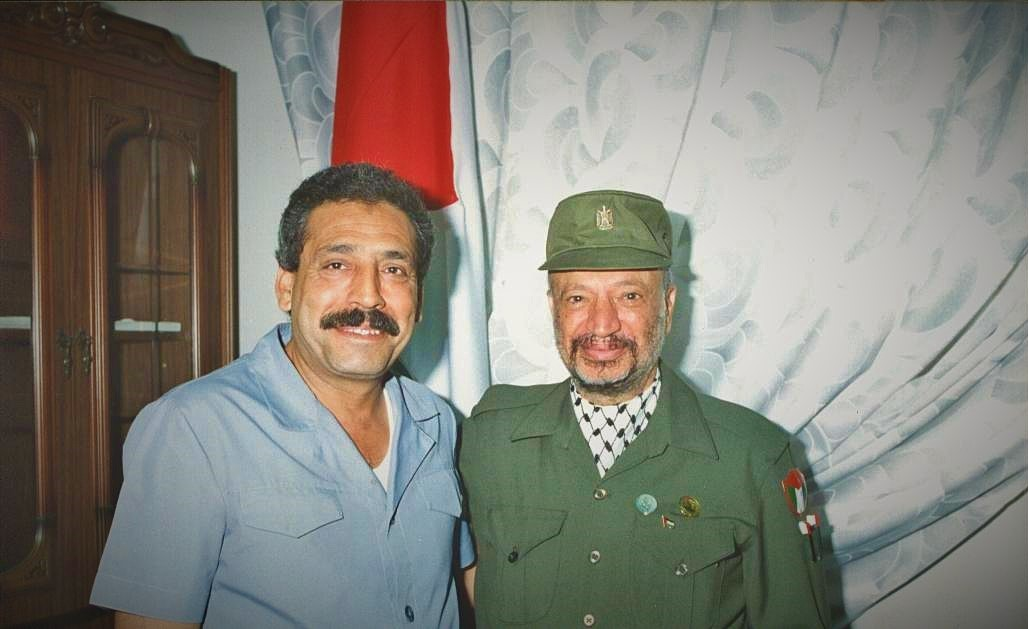
Palästinenserführer Arafat im Exil-Regierungssitz in Tunis 1989

Auf den Sechstagekrieg 1967, in dem arabische Staaten Israel angegriffen hatten und am Ende unterlagen, folgte die Resolution 242 des UN-Sicherheitsrates, die einstimmig verabschiedet wurde, jedoch keine Lösung für Palästina schuf. Die Palästinensische Befreiungsorganisation (PLO) radikalisierte sich teilweise in den folgenden Jahren und beging international Terroranschläge, wurde 1974 dann aber als einzige rechtmäßige Vertretung des palästinensischen Volkes anerkannt und erhielt Beobachterstatus in der UN-Generalversammlung. Auch Portugal stimmte dafür, nachdem das Land mit der linksgerichteten Nelkenrevolution 1974 seine koloniale Diktatur beendet hatte.
Danach bestimmte der palästinensische Widerstand gegen die israelische Besatzung die Situation. Nach Ausbruch der Ersten Intifada 1987 wurde 1988 der Staat Palästina ausgerufen, der von einer Reihe Staaten anerkannt wurde, nicht jedoch von den meisten europäischen Staaten und den wichtigsten Industrienationen. Auch Portugal erklärte keine Anerkennung Palästinas.

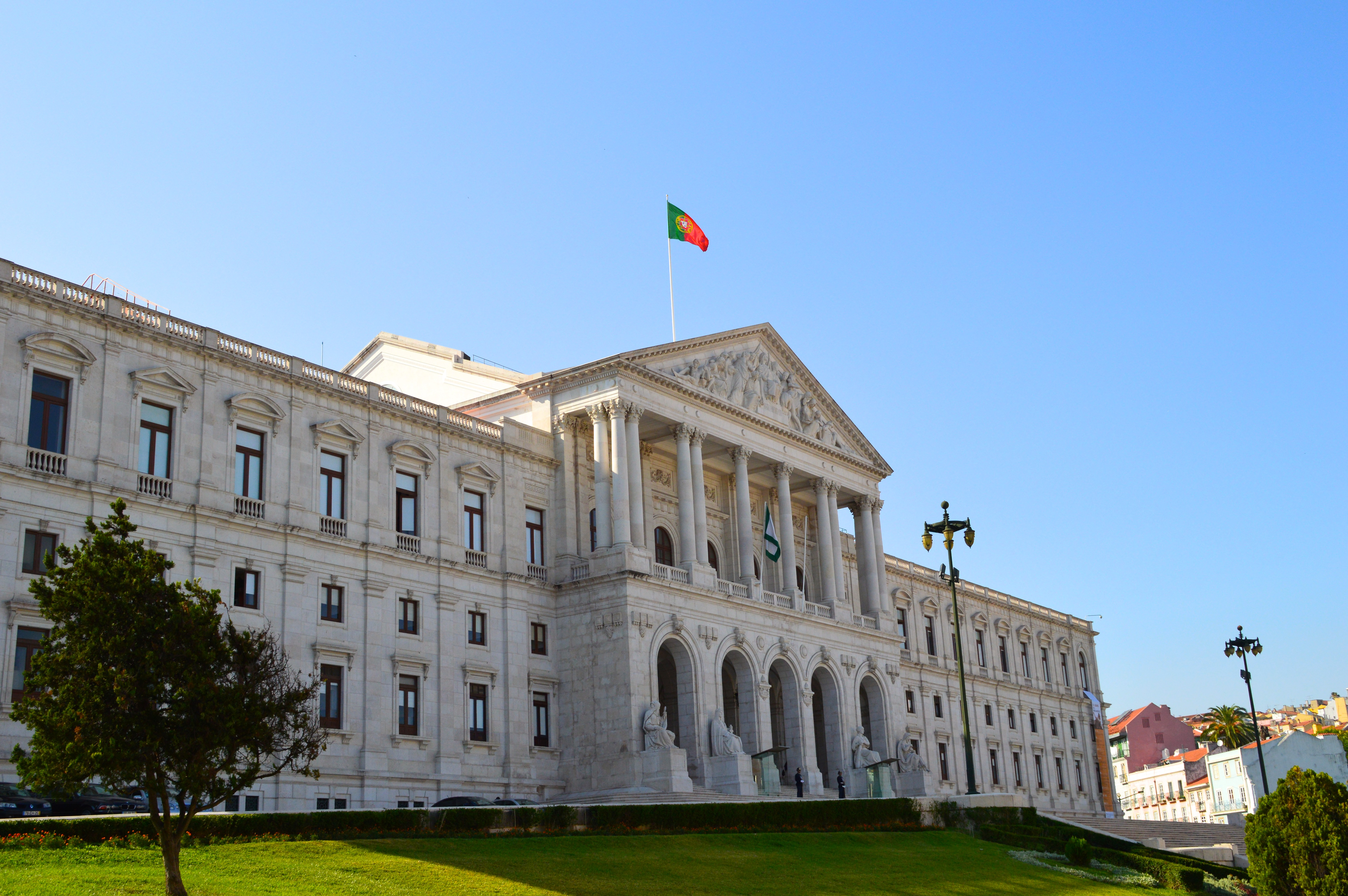
Das portugiesische Parlament empfahl der Regierung 2014 eine Anerkennung des Staates Palästina

Nach der Madrider Konferenz 1991 und dem Gaza-Jericho-Abkommen 1994 wurde die Palästinensische Autonomiebehörde eingerichtet. 1999 beschloss die Regierung Portugals, ein Vertretungsbüro in den Palästinensischen Autonomiegebieten zu eröffnen.
Spätestens mit der Zweiten Intifada 2000 eskalierte die Situation in Palästina erneut. Die danach errichtete Israelische Schutzmauer wurde auch in der portugiesischen Öffentlichkeit kritisiert, jedoch nicht nachdrücklich von der portugiesischen Regierung, die sich traditionell nicht stark positioniert in der Palästinensischen Frage.
2012 gehörte Portugal zu den 138 Unterstützern der Anerkennung Palästinas als Beobachterstaat in der UNO (UN-Resolution 67/19).
2014 sprach sich das Portugiesische Parlament für eine volle Anerkennung des Staates Palästina aus, die jedoch bisher von keiner portugiesischen Regierung umgesetzt wurde.

## Diplomatie
Portugal unterhält ein Repräsentanzbüro bei der Palästinensische Autonomiebehörde  in Ramallah, im Everest Building in der Omar Mukhtar Street nahe dem Präsidentensitz.
Die Palästinensische Autonomiebehörde unterhält eine Mission in Lissabon, in der Hausnummer 25 der Rua Pêro e Alenquer im Lissabonner Stadtteil Belém.

## Städtefreundschaften
Es bestehen bisher zwei Städtefreundschaften zwischen palästinensischen und portugiesischen Kommunen (Stand 2017):
- Bethlehem und Lissabon (Kooperationsabkommen, seit 1995)
- Gaza und Cascais (seit 2000)

## Nichtstaatliche Initiativen
Verschiedene zivilgesellschaftliche Vereine und Gruppen in Portugal unterhalten Kontakte zu den Palästinensischen Autonomiegebieten.
Die portugiesische Hilfsorganisation Assistência Médica Internacional führte mehrfach medizinische Hilfsaktionen in Notsituationen in Palästina durch.
Der Freundschaftsverein Associação dos Amigos do Teatro da Liberdade da Palestina - Portugal gründete sich 2015 und unterstützt das ambitionierte palästinensisch-israelische Theaterprojekt The Freedom Theatre in den Palästinensischen Autonomiegebieten, während der palästinensisch-portugiesische Freundschaftsverein Palestina em Portugal deutlich kämpferischer ausgerichtet ist.
Auf der jährlichen Festa do Avante!, dem dreitägigen Kulturfest der Kommunistischen Partei Portugals, sind stets auch Gäste aus den Palästinensischen Autonomiegebieten zu Gast, mit deren Unabhängigkeitskampf sich die portugiesischen Kommunisten traditionell solidarisch erklären.

## Kultur
Gelegentlich kommt es zu Kooperationen zwischen Filmschaffenden beider Länder, etwa beim palästinensischen Film  Gaza mon amour (2020), der von der portugiesischen Produzentin Pandora da Cunha Telles mitproduziert wurde.

## Wirtschaft

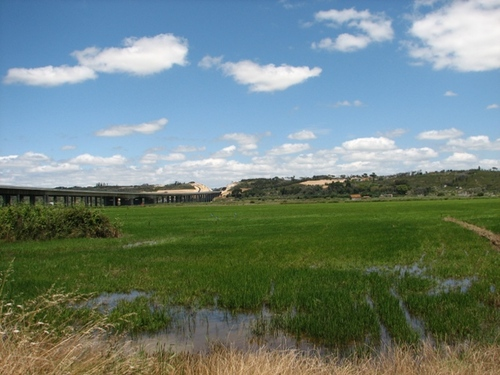
Reisfelder in Alqueidão in Zentral-Portugal: im Jahr 2016 machte Reis 18,4 % der Exporte Portugals in die Palästinensischen Autonomiegebiete aus

Die portugiesische Außenhandelskammer AICEP unterhält keine Kontaktstelle in Palästina, zuständig ist das Büro an der portugiesischen Botschaft in Tel Aviv.
Im Jahr 2016 exportierte Portugal Waren und Dienstleistungen im Wert von 0,370 Mio. Euro nach Palästina (2015: 0,353 Mio.; 2014: 0,605 Mio.; 2013: 0,602 Mio.; 2012: 0,097 Mio.), davon 34,2 % Lebensmittel, 23,7 % chemisch-pharmazeutische Produkte, 19,1 % Holz und Kork und 18,4 % landwirtschaftliche Erzeugnisse.
Im gleichen Zeitraum lieferten die Palästinensischen Autonomiegebiete Waren und Dienstleistungen im Wert von 0,316 Mio. Euro an Portugal (2015: 0,019 Mio.; 2014: 0,006 Mio.; 2013: 0,037 Mio.; 2012: 0,002 Mio.), fast ausschließlich Maschinen und Geräte inklusive Metallwaren.
Damit stand Palästina für den portugiesischen Außenhandel an 179. Stelle als Abnehmer und an 152. Stelle als Lieferant, im palästinensischen Außenhandel rangierte Portugal damit an 36. Stelle als Abnehmer und an 40. Stelle als Lieferant.

## Sport
Fußball ist in beiden Ländern die beliebteste Sportart. Die Palästinensische Fußballnationalmannschaft und die Portugiesische Nationalelf trafen bisher jedoch noch nicht aufeinander (Stand Januar 2024).
Gelegentlich spielen palästinensische Spieler auch in Portugal, darunter Nationalspieler Oday Dabbagh, der zwischen 2021 und 2023 für den Erstligisten FC Arouca auflief und dort elf Tore in 37 Spielen erzielte.